# Медведь, Иван Федосеевич
Иван Федосеевич Медведь (1918—1945) — капитан Рабоче-крестьянской Красной Армии, участник Великой Отечественной войны, Герой Советского Союза (1945).

## Биография
Иван Медведь родился 12 ноября 1918 года в селе Загреб (ныне — Городищенский район Черкасской области Украины). После окончания семи классов школы работал разнорабочим. В 1939 году Медведь был призван на службу в Рабоче-крестьянскую Красную Армию. В 1942 году он окончил Ульяновское танковое училище. С августа того же года — на фронтах Великой Отечественной войны.
К январю 1945 года капитан Иван Медведь командовал танковым батальоном 93-й танковой бригады 6-го гвардейского механизированного корпуса 4-й танковой армии 1-го Украинского фронта. Отличился во время освобождения Польши. Батальон Медведя в январе 1945 года прошёл с боями 600 километров на запад, в числе первых войдя в города Пётркув и Равич. 30 января 1945 года батальон Медведя переправился через Одер в районе населённого пункта Зофиенталь к югу от польского города Гура и принял активное участие в боях за захват и удержание плацдарма на его западном берегу. Только 12-31 января 1945 года батальон уничтожил 16 танков, 8 самоходных артиллерийских установок, 80 автомашин, 30 артиллерийских орудий, 1150 солдат и офицеров противника, захватил большие трофеи. 16 марта 1945 года Медведь скончался от полученных в боях ранений. Похоронен в районе города Бриг, ныне Бжег в Польше.
Указом Президиума Верховного Совета СССР от 10 апреля 1945 года за «образцовое выполнение боевых заданий командования на фронтах борьбы с немецкими захватчиками, проявленные при этом геройство и отвагу» капитан Иван Медведь посмертно был удостоен высокого звания Героя Советского Союза. Также был награждён орденами Ленина, Красного Знамени и Красной Звезды.